# Hawksley Workman
Pour les articles homonymes, voir Workman.
Hawksley Workman, de son vrai nom Ryan Corrigan, est un auteur compositeur canadien de style pop et glam-rock.

## Biographie
Il est né le 4 mars 1975 à Huntsville dans le Muskoka, Ontario, au Canada. Il s’est par la suite installé à Toronto afin de poursuivre sa carrière.
Son premier album For Him and the Girls sorti en 1999 est comparé à Rheostatics, Harry Nilsson, et Tom Waits.[réf. nécessaire]
En 2000, sur l’album Chrome Reflection, Workman collabore avec Jason Collett et Andrew Cash ainsi que d’autres artistes.
(Last Night We Were) The Delicious Wolves, sorti en 2001 obtient le succès au Canada et en Europe avec les titres Striptease et Jealous of Your Cigarette. Il sort également un disque de chansons de Noël Almost a Full moon.
En 2002, Workman est primé au Prix Juno pour le meilleur artiste masculin et de la meilleure vidéo pour "Jealous of Your Cigarette". Il contribue la même année sur l'album Strange d'Astonvilla, groupe de rock français pour le titre Wash my soul. Il fait la tournée des festivals européens, apparaissant notamment au Festival des Vieilles Charrues, ou en ouverture pour David Bowie à Nîmes. Il écrit également la musique de Chanter n'est pas jouer pour Johnny Hallyday sur l'album À la vie, à la mort.
En 2003, il publie Lover/Fighter incluant les titres "We Will Still Need a Song", "Anger as Beauty", "Even an Ugly Man" and "No Reason to Cry Out Your Eyes (On the Highway Tonight)". Cet album a un son nettement plus FM que le précédent. 
En 2004 sort le DVD "Live in Lille", témoignage de sa tournée française. En 2005, il crée son label Isadora Records, distribué par Universal Music. Il y produit notamment Serena Ryder.
Après une pause et une dépression, il publie Treeful of Starling.
En 2008, il sort Between the Beautifuls avec le single Piano Blink puis Los Manlicious, Meat et Milk. En 2011, il publie Full moon eleven, où il reprend des chansons de son disque de Noël Almost a full moon paru dix ans plus tôt, agrémentés de nouveaux titres.
Hawksley Workman est un artiste prolifique qui ne s’arrête pas d'écrire, d’enregistrer, réaliser et produire des albums entiers en quelques semaines. Il explique « Beaucoup d’artistes ont besoin d’un an voire plus pour réaliser un album et disent. Oh ! mais que ce fut éprouvant et je déteste ça ! Moi quand j’enregistre, une chanson ne me prend jamais plus d’une journée, alors pendant ce temps l’album est mixé, fini, complet, fait… je suis toujours comme en lune de miel avec le disque… ».
Hawksley Workman est aussi connu pour ses promotions inhabituelles et créatives, à l'image de sa musique. Il est également l’auteur d’un grand nombre de lettres adressées à une amante fictive, publiées dans le Toronto's NOW, puis dans un recueil intitulé « Hawksley Burns for Isadora » (Hawksbee brûle pour Isadora).

## Groupe
Son groupe se compose de :
- Hawksley Workman – voix, guitare
- Todd Lumley ("Mr. Lonely") – piano
- Derrick Brady – basse
- Wyatt Burton – guitare
- Stephan Szczesniak – batterie

## Discographie
- 1998 : Before We Were Security Guards
- 1999 : For Him and the Girls
- 2001 : (Last Night We Were) The Delicious Wolves
- 2001 : Almost a Full Moon
- 2002 : Almost a Full Moon (nouvelle version)
- 2003 : The Delicious Wolves (ré-édition avec deux titres supplémentaires)
- 2003 : Lover/Fighter
- 2004 : Before We Were Security Guards
- 2006 : Treeful of Starling
- 2006 : My Little Toothless Beauties (vendu uniquement en concert)
- 2006 : Puppy (A Boy's Truly Rough) (vendu uniquement en concert)
- 2008 : Between the Beautifuls
- 2008 : Los Manlicious
- 2010 : Meat
- 2010 : Milk
- 2011 : Full moon eleven
- 2013 : Songs from the god that comes
- 2015 : Old Cheetah
- 2019 : Median Age Wasteland

### Participation
- 2002 : Duo sur Wash my soul de l'album Strange d'Astonvilla
- 2003 : Reprise de Bankrobber de The Clash pour la compilation White Riot Vol One - A Tribute To The Clash du magazine Uncut.
- 2003 : Reprise de I've Got the World on a String avec Steve Weisberg sur l'album  Stormy Weather: The Music Of Harold Arlen
- 2005 : Reprise de Revolution des Beatles sur la compilation With A Little Help From My Fans - The Beatles Revisités 1969-2005
- 2010 : Deux titres sur la bande originale Score: A Hockey Musical
- 2010 : Reprise de I Loved You Too Much sur l'album Garth Hudson Presents A Canadian Celebration Of The Band
- 2011 : Duo sur Snow de l'album Cosmic Woo Woo de David Bartholomé
- 2013 : The Kennedy Suite

## Vidéographie
- 2004 : Live in Lille (enregistré au Splendid de Lille le 23 novembre 2023)